# Molango, Hidalgo
Molango är en ort i Mexiko.   Den ligger i kommunen Molango de Escamilla och delstaten Hidalgo, i den sydöstra delen av landet, 160 km norr om huvudstaden Mexico City. Molango ligger 1 617 meter över havet och antalet invånare är 3 929.
Terrängen runt Molango är kuperad åt nordost, men åt sydväst är den bergig. Terrängen runt Molango sluttar norrut. Runt Molango är det ganska tätbefolkat, med 58 invånare per kvadratkilometer. Närmaste större samhälle är Zacualtipán, 17,0 km söder om Molango. Omgivningarna runt Molango är en mosaik av jordbruksmark och naturlig växtlighet.